# Battista del Moro
Battista Angolo del Moro, född i Verona, var en italiensk konstnär, verksam under andra hälften av 1500-talet.
Enligt Giorgio Vasari var Battista del Moro elev till Francesco Torbido del Moro och antog tillnamnet "del Moro" efter sin lärare. Han tillhörde kretsen kring Tizian och konkurrerade ofta med Veronese om uppdrag. Han utförde främst dekorativa monumentaluppdrag men har även efterlämnat en mängd grafiska blad.